# Màlaia Burgusta
Màlaia Burgusta (en rus: Малая Бургуста) és un poble (una khútor) de l'óblast de Rostov, a Rússia, segons el cens rus del 2010 tenia 124 habitants. Pertany al districte de Proletarsk.